# Estação Prosperidad

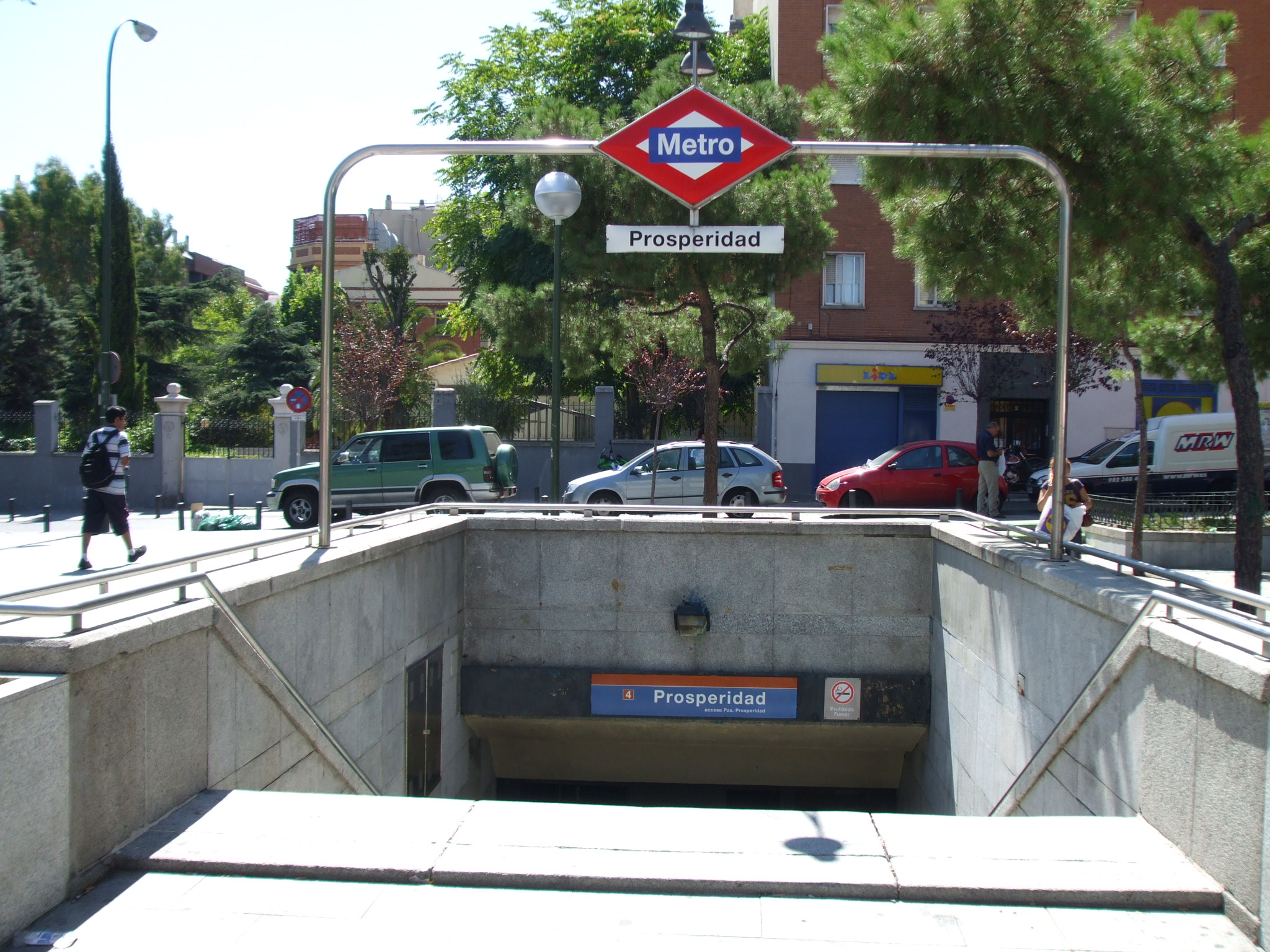
Acesso a estação.

Prosperidad é uma estação da Linha 4 do Metro de Madrid.

## História
A estação faz parte da extensão da linha 4 do metrô de Madri, que se destinou a servir os bairros do noroeste de Madri: Prosperidad, Arturo Soria e Canillas. Foi inaugurada em 26 de março de 1973.